# Camila (mitología)

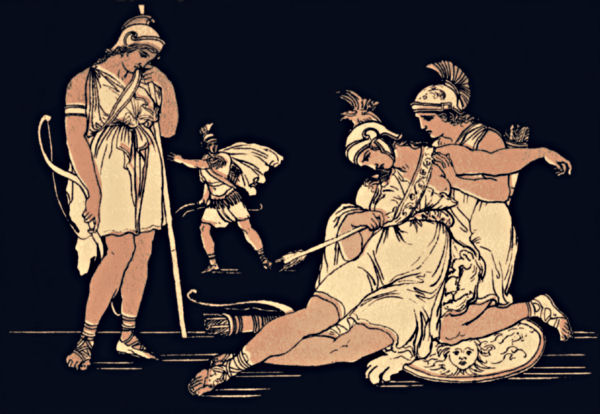
Muerte de Camila grabado de Bartolomeo Pinelli.

Camila de los volscos es, en la Eneida,  la hija del rey Metabo y su esposa Casmilla de la ciudad de Priverno. Al ser expulsado de allí, Camila crece con él en los bosques; fuera de los estereotipos sociales con actitudes y rasgos propios de la feminidad y otros de la masculinidad, y descrita como excelente cazadora y guerrera. La investigación no ha determinado si Camila es un personaje creado por Virgilio o ya formaba parte de la mitología romana. En todo caso puede relacionarse con el cognomen Camilo, usado por miembros de la gens Furia y originalmente derivado de camillus (femenino camilla) que, en el ritual romano, era el joven o la joven que asistía al sacerdote durante el sacrificio.

## EnLa Eneida
Expulsado de su trono, Metabo es perseguido por los volscos, interrumpida su huida por el río Amaseno, el depuesto rey ata a su hija a una lanza, hace un voto a Diana, consagrando la niña a su servicio y arroja el proyectil al otro lado del río, mientras él cruza a nado; de esta consagración habría derivado el nombre Camila.
La niña es amamantada por una yegua y criada como cazadora,viendo junto a su padre entre los pastores en los bosques. Era tan rápida que podía correr sobre un campo de trigo sin romper las copas de las plantas, o sobre el mar sin mojarse los pies. Por su descripción y características, Camilla es similar a Pentesilea de la mitología griega.
Camila es aliada de Turno, rey de los rútulos, en su guerra contra Eneas y los troyanos en la guerra provocada por el cortejo de la princesa Lavinia. Arrunte, etrusco aliado de los teucros, acechó a Camila en el campo de batalla y, cuando ella se distrajo persiguiendo al frigio Cloreo, la mató. Opis, ninfa del cortejo de Diana, venga la muerte de Camilla matando a Arrunte.

## En la literatura posclásica
Camila también aparece en otras obras literarias, especialmente de la Baja Edad Media.
Dante menciona a Camila dos veces:
- En el canto I, v.107 del Inferno, es nombrada por Virgilio junto a otros personajes de la Eneida, al indicarle al autor el camino que tendrá que seguir;
- Aparece como personaje en compañía de Pentesilea en el canto IV, v. 124, también del Inferno, como moradora del Castillo de los Nobles Espíritus en el Limbo.

    Giovanni Boccaccio incluye a Camila en su libro De mulieribus claris.
    Torquato Tasso se inspiró en ella para crear otra mujer guerrera, Clorinda, de la Jerusalén Liberada.

## Música
Camila es el personaje central de la ópera homónima de Giovanni Bononcini (1696).